# Спорт (комбинат)
Комбинат Спорт познат и под именом Југословенски комбинат Спорт је био произвођач спортске опреме са седиштем у Београду, основан 1945. године. Спорт и Елан из Бегуња су прва два предузећа спортске опреме која су регистровна за извоз из Југославије. Након петооктобарских промена и увођења кризног штаба, предузеће одлази у стечај 2001. године.

## Производи
Спорт је својим производима покривао скоро све гране спорта. За своје производе добијао је награде међународниг спортских организација FIFA за седам фудбалских лопти, AIBA за боксерску опрему, ITTF за сто за стони тенис, IHF за рукометну лопту.
Производи Спорта су се користили на Европском првенству у боксу, Медитеранским играма, Светском првенству у стоном тенису, Европском првенству у џудоу, Олимпијским играма у Москви док су најпознатији производи били дресови за фудбалске клубове Црвена звезда, Партизан, ОФК Београд, Сарајево, Вележ, Челик, Осијек а у кошарци ОКК Београд и Беобанку.
Производи Спорта извозили су се у западну Европу, Скандинавију, источну Европу, северну Африку и Блиски исток.

## Галерија
- Дрес Партизана 1982/83
- Дрес Црвене звезде из 1975.
- Партизан у Спортовом дресу (1979/80)
- Рукометна лопта IHF
- Миљан Миљанић у посети Спорту
- Челик Зеница 1986/87
- Врећа за ударање
- Копачке
- Каталог Спорта из 1990.
- Спортова Продавница
- Будућност 1979/80